# Kassala (delstat)

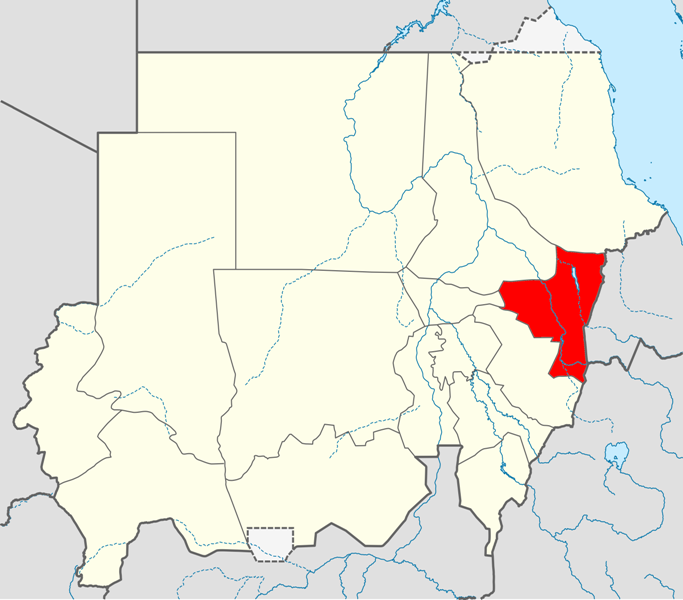
Delstatens läge i Sudan.

Kassala (arabiska: كسلا (ولاية) är en av Sudans 15 delstater (wilayat). Befolkningen uppgick till 1 171 118  (2006) på en yta av 36 710 kvadratkilometer. Den administrativa huvudorten är Kassala.   

## Administrativ indelning
Delstaten är indelad i elva mahaliyya:
- Aroma Rural
- Halfa Al Gedida
- Hamoshkoreib
- Kassala City
- Kassala Rural
- Kassala West
- Nahr Atbara
- North al Dalta
- Setit
- Talkook
- Wad al Hilaiw